# Reformní strana (Island)
Reformní strana (islandsky Viðreisn) je liberální a ekonomicky liberální středopravicová politická strana na Islandu, která byla založena 24. května 2016. Oddělila se od Strany nezávislosti, a to především kvůli nespokojenosti s jejím rozhodnutím nepořádat referendum o vstupu do Evropské unie a nedostatečné podpoře volného obchodu.
Strana podporuje členství Islandu v EU a reformu zemědělských dotací a ochranných spotřebních daní na zahraniční produkty. Chce, aby se veřejná politika zaměřila na obecný zájem společnosti a omezila vliv zájmových skupin. Je pro veřejně financovaný sociální stát. Podporuje fixní měnový kurz islandské koruny na jinou měnu, např. euro, prostřednictvím měnové rady jako plán na snížení úrokových sazeb. Její zdravotnická politika se zaměřuje na snížení podílu pacientů na nákladech na zdravotní péči.
Volebním symbolem strany je písmeno C. Zúčastnila se voleb do islandského parlamentu (Althing) v roce 2016 a získala sedm mandátů. Po parlamentních volbách konaných 25. září 2021 má strana 5 mandátů s podílem 8,3 % hlasů.
Dne 11. října 2017 nahradila Þorgerður Katrín Gunnarsdóttir předchozího předsedu strany Benedikta Jóhannessona.

## Výsledky voleb
| Volby | Počet hlasů | Hlasy v % | Mandáty | Změna | Vládní angažmá |
| ----- | ----------- | --------- | ------- | ----- | -------------- |
| 2016  | 19 870      | 10,5      | 7/63    | ▬ 7   | v koalici      |
| 2017  | 13 122      | 6,7       | 4/63    | ▼ 3   | v opozici      |
| 2021  | 16 628      | 8,3       | 5/63    | ▲ 1   | v opozici      |